# Vivien Brisse
Vivien Brisse (ur. 8 kwietnia 1988 w Saint-Étienne) – francuski kolarz torowy i szosowy, złoty medalista torowych mistrzostw świata i wicemistrz Europy.

## Kariera
Pierwszy sukces w karierze Vivien Brisse osiągnął w 2006 roku, kiedy zdobył srebrny medal w drużynowym wyścigu na dochodzenie podczas torowych mistrzostw Europy. Na rozgrywanych cztery lata później ME w kategorii U-23 zdobył brązowy medal w tej samej konkurencji. Pierwszy medal wśród seniorów zdobył na mistrzostwach Europy w Apeldoorn w 2011 roku, gdzie wspólnie z Morganem Kneiskym zajął drugie miejsce w madisonie. W tym samym składzie Francuzi zwyciężyli w madisonie podczas mistrzostw świata w Mińsku w 2013 roku. Startuje także w wyścigach szosowych, ale bez większych sukcesów. Nie brał udziału w igrzyskach olimpijskich.